# Marie-Denise Fabien Jean-Louis
Marie-Denise Fabien Jean-Louis (* 14. Februar 1944 in Gonaïves) ist eine haitianische Ärztin und Regierungsbeamtin, die 1991 als erste Frau in der Geschichte Haitis zwischen Februar und September Außenministerin war.

## Biografie
Jean-Louis studierte von 1962 bis 1973 an der Universität Straßburg und erwarb einen Doktortitel in Anästhesiologie.
Am 19. Februar 1991, im Anschluss an die Parlamentswahlen 1990/91, wurde sie von Premierminister René Préval zur Außenministerin ernannt und war damit die erste Frau in diesem Amt. Aufgrund ihrer fehlenden diplomatischen Erfahrung und ihrer Verbindungen zum Duvalier-Regime wurde ihre Ernennung durch die Lavalas-Bewegung von Präsident Jean-Bertrand Aristide heftig bekämpft.
Als internationale Vertreterin Haitis nahm sie 1991 an der Tagung der Organisation Amerikanischer Staaten teil und hielt eine Rede vor der Menschenrechtskommission der Vereinten Nationen. Während ihrer Amtszeit war Jean-Louis in einen diplomatischen Streit mit der Dominikanischen Republik verwickelt, nachdem mehr als 100 Haitianer aus dem Land abgeschoben worden waren. Sie traf sich auch mit Vertretern der Bahamas, namentlich mit ihrem Amtskollegen Clement T. Maynard, wegen des Zustroms haitianischer Migranten in dieses Land.
Am 19. September 1991 entließ Präsident Aristide auf Druck der Lavalas sowohl Jean-Louis als auch Gesundheitsminister Daniel Henrys aus ihren Ämtern. An ihre Stelle trat Jean-Robert Sabalat, der ehemalige Leiter des Provisorischen Wahlrats. Zehn Tage später starteten Teile des haitianischen Militärs einen erfolgreichen Staatsstreich und stürzten Aristides Regierung. Nach dem Staatsstreich tauchte Jean-Louis unter und ihr Haus wurde von Soldaten durchsucht.
Im Jahr 1992 war sie Mitglied des Exekutivausschusses der Panamerikanischen Gesundheitsorganisation.